# RocketCake
RocketCake ist ein WYSIWYG-HTML-Editor, insbesondere unter Anwendung des Responsive Webdesign, der für macOS und Windows erschienen ist. Das Programm ermöglicht Anfängern und Profis das Erstellen und Veröffentlichen von Websites ohne Programmierung. Funktionen wie Videoplayer, Galerien, Kontaktformulare und animierte Diashows können über die Software zu Websites zusammengebaut werden.
Der Editor generiert automatisch W3C-standardkonformes HTML, PHP, CSS und JavaScript. Es wurde mit C++ und der Werkzeugbibliothek WxWidgets erstellt, wodurch es plattformübergreifend ist und auf macOS und Windows läuft.
Die Webseiten werden lokal in einem proprietären Dateiformat gespeichert und dann bei der Veröffentlichung mittels integriertem FTP-Clients oder lokalem Export auf die Festplatte gespeichert.

## Professionelle Edition
RocketCake ist kostenlos, es gibt aber auch eine kostenpflichtige professionelle Version, die Unterstützung für eigenen CSS-, HTML-, PHP- oder JavaScript-Code sowie benutzerdefinierte Breakpoints und weitergehenden Kundensupport anbietet.